# 飛砂風中轉
《飛砂風中轉》，2010年上映之香港電影，導演莊文強，鄭伊健、陳小春、方中信主演。劇名以電影『我在黑社會的日子』周潤發主唱的主題曲『飛砂風中轉』致敬，故事以惡搞和黑色幽默的喜劇。

## 故事概述
故事描述和義盛龍頭火水（方中信飾）想在下屆龍頭選舉時捧親信火腩（陳小春飾）上位，以掩飾自己虧空公款的事實，但腩只想經營自己的菜館而安於平凡。另一方面，社團長輩啤梨（余安安飾）亦想捧自己兒子燕子文（鄭伊健飾）坐上龍頭寶座，文坐完牢出來卻只想好好讀書，歸於平淡。兩個候選人在雙方長輩壓力下不得已出來參選，卻又想遠離這場風暴。
後來燕子文發現火腩是他多年前認識的好友，兩人串通演一齣戲詐死騙過所有社團大佬，龍頭改由鉸剪偉擔任。最後燕子文與火腩如願脫離黑社會回歸正常生活，身為龍頭的鉸剪偉背下社團所有罪狀被警方逮捕。

## 角色
| 演員            | 角色     | 備註       |
| 鄭伊健          | 王子文   | 燕子文     |
| 黃又南 （年青） | 王子文   | 燕子文     |
| 陳小春          | 蕭近南   | 火腩       |
| 曾國祥 （年青） | 蕭近南   | 火腩       |
| 方中信          | 炎方瑞   | 火水       |
| 葉璇            | 蘭芝     | Nancy      |
| 陳子聰          | 鉸剪偉   |            |
| 劉浩龍          | 阿仁     |            |
| 黃子雄          | 劉華     |            |
| 余安安          | 啤梨     | 燕子文之母 |
| 郭峰            | 查叔     |            |
| 袁富華          | 堅料叔   |            |
| 鄭詩君          | 欄榮     |            |
| 藍奕邦          | 油魚     |            |
| 詹志文          | 車頭     |            |
| 李凱賢          | 東涌仔   |            |
| 陳偉雄          | 打樁機   |            |
| 梁永傑          | 迪卡比奧 |            |
| 歐錦棠          | 王經理   |            |
| 周柏豪          | 唱歌嘍囉 |            |

## 得獎及入圍
| 年度 | 颁奖典礼                    | 奖项         | 姓名   | 结果 |
| ---- | --------------------------- | ------------ | ------ | ---- |
| 2011 | 第6屆香港電影導演會年度大獎 | 年度新晋导演 | 莊文強 | 獲獎 |
| 2011 | 第30屆香港電影金像獎        | 新晉導演     | 莊文強 | 獲獎 |
| 2011 | 第30屆香港電影金像獎        | 最佳女配角   | 余安安 | 提名 |